# Ernst Moldenhauer
Ernst Moldenhauer (Lebensdaten unbekannt) war ein deutscher Fechter. Er nahm 1908 an den Olympischen Spielen in London teil. Er focht für den Dresdner FC.

## Erfolge
Moldenhauer nahm zu Beginn des 20. Jahrhunderts an verschiedenen Turnieren teil. 1907 wurde er auf dem in Dresden veranstalteten Deutschen Fechtturnier sowohl im Säbel als auch im Florett für Senioren Vierter. Denselben Platz belegte er 1908 bei einem Turnier in München mit dem Florett, mit dem Säbel wurde er Zweiter.
Bei den Olympischen Spielen 1908 in London trat Moldenhauer im Säbel- und Degeneinzel an. In beiden Waffen schied er in der ersten Runde aus.